# Lars E. Carlsson
Lars E. Carlsson född Lars Eric Carlsson 28 november 1943 i Örebro, svensk kompositör, sångtextförfattare, musikförläggare och musikpedagog. 